# 艺苑名人传
《艺苑名人传》，全名《由契馬布埃至當代最優秀的意大利建築師、畫家、雕刻家的生平》（Le vite de' più eccellenti architetti, pittori, et scultori italiani, da Cimabue insino a' tempi nostri），是严格意义上的西方第一本艺术史著作，作者是乔尔乔·瓦萨里，该书从13世纪佛罗伦萨画家契马布埃开始，一直写到16世纪的艺术巨匠米开朗基罗，寫到書的最末卷是他自己，共讲述了260多位意大利文藝復興時期杰出艺术家的生平及其重要作品。它是“藝術史上最早的重要著作”。
瓦薩里是第一位意大利藝術史學家，而他的這部著作也成爲了現代藝術家傳記的先驅。此書首版由Lorenzo Torrentino印刷出版于1550年的佛羅倫薩。1568年再版，並加上了藝術家肖像。

## 外部連結
- 原始1568年意大利版，archive.org
- 原始1568年意大利版 ， Wikisource